# Smällvedel
Smällvedel, Astragalus penduliflorus, är en växtart i familjen ärtväxter.